# 小笠原村 (山梨県)
小笠原村（おがさわらむら）は山梨県北巨摩郡にあった村。現在の北杜市明野町小笠原・三之蔵にあたる。

## 地理
- 河川：釜無川

## 歴史
- 1889年（明治22年）7月1日 - 町村制の施行により、近世以来の小笠原村および三之蔵村の一部の区域をもって発足。
- 1955年（昭和30年）3月1日 - 上手村・朝神村と合併して明野村が発足。同日小笠原村廃止。

## 交通

### 道路
現在は旧村域に中央自動車道の明野バスストップが所在するが、当時は未開通。